# 地方史
地方史（英語：Local History），是聚焦於某個地區的歷史研究，為相對於國別史及區域史的概念。
在歐、美，地方史常以城市、鄉村或社區為研究範疇；在華語圈，地方史的研究往往以中國的省份或跨省的區域為範圍，且大量的研究集中關注江南地區，但廣義而言地方史即是研究某個地區文化、人物、制度、聚落、生活方式、地理、自然生態或產業等所有事物的歷史，進入21世紀後，中國史領域亦有不少地方史研究是從城市觀察地方文化如何建構。
地方史研究常以地方志、口述歷史、民間文獻與出土文物為史料，也相當仰賴數位資料庫所帶來的空間研究及數據統計方面的便利。一般認為，地方史相較於國別史更貼近大眾，因此地方史也被當作建立文化認同的基礎。另一方面，地方史研究亦能見微知著，從一個小區域的變化窺見國家乃至世界的變遷。